# Kalathappam

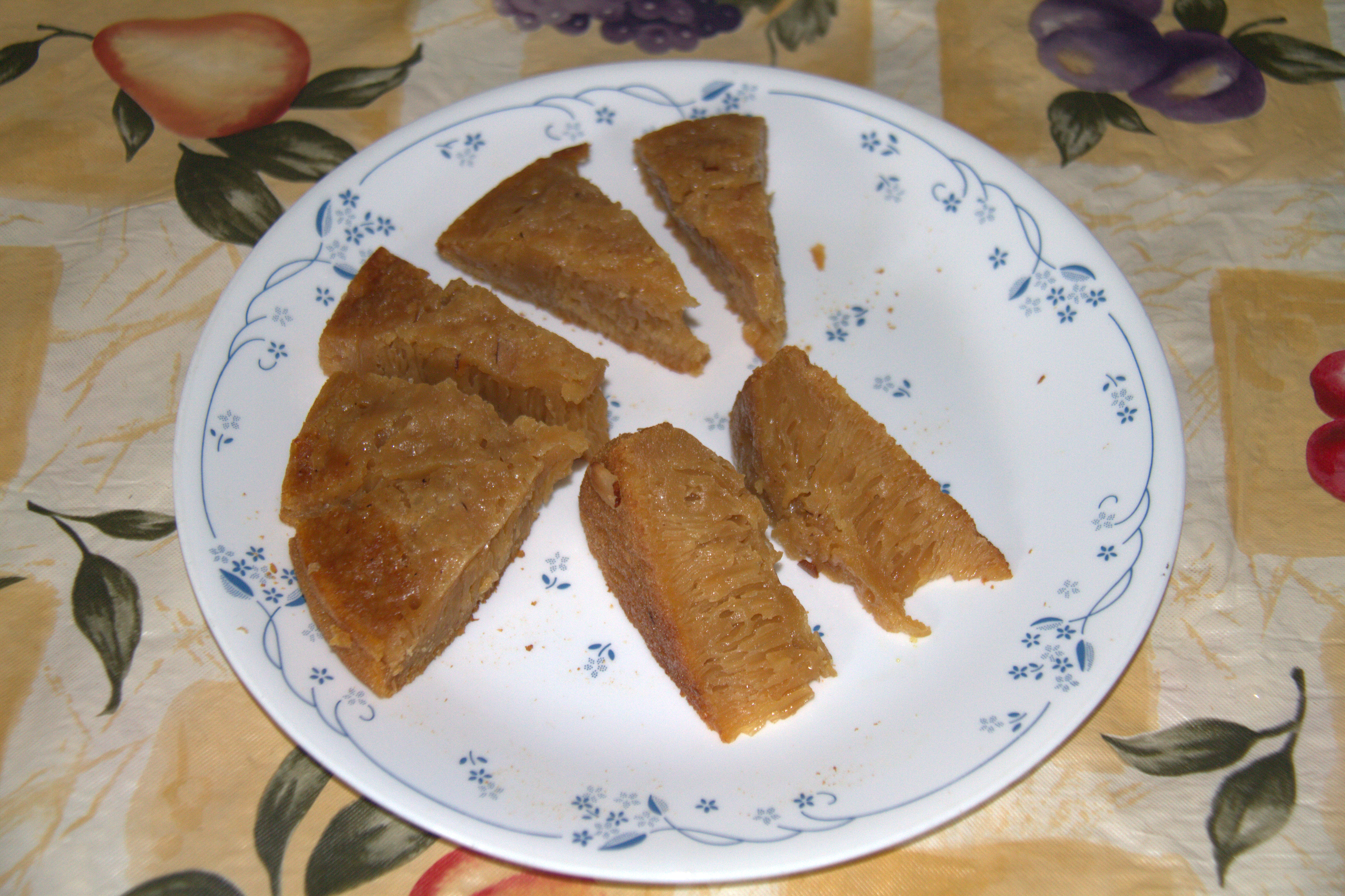
Kalathappam.

Le kalathappam ou kalthappam est un gâteau de riz originaire du Malabar du Nord (Kerala), plus précisément des villes de Cannanore et Kasaragod.  Il porte le nom de kalthappa chez les musulmans byaris de Mangalore.
Prenant la forme d'une sorte de pancake, il se compose de riz brun, d'eau, d'huile de coco, de jaggery, d'oignons ou d'échalotes frits, de copeaux de noix de coco et poudre de cardamome.